# Каверак
Каверак (фр. Caveirac) насеље је и општина у јужној Француској у региону Лангдок-Русијон, у департману Гар која припада префектури Ним.
По подацима из 2011. године у општини је живело 3889 становника, а густина насељености је износила 255,86 становника/km². Општина се простире на површини од 15,2 km². Налази се на средњој надморској висини од 93 метара (максималној 208 m, а минималној 57 m).

## Демографија
| 1962. | 1968. | 1975. | 1982. | 1990. | 1999. | 2011. |
| ----- | ----- | ----- | ----- | ----- | ----- | ----- |
| 644   | 704   | 1.096 | 1.877 | 2.679 | 3.099 | 3.889 |

График промене броја становника у току последњих година